# Major général de l'Armée de l'air et de l'espace
Le major général de l'Armée de l'air et de l'espace (MGAAE) est un officier général de l'armée française, adjoint du chef d'état-major de l'Armée de l'air et de l'espace.

## Responsabilités et autorité
Le major général de l'Armée de l'air et de l'espace est chargé d'assister le chef d'état-major de l'Armée de l'air et de l'espace et est son remplaçant désigné en cas d'absence ou d'empêchement. Il «  propose et met en œuvre la politique générale de l'Armée de l'air ».
Il « dirige les travaux » de l'état-major de l'Armée de l'air et de l'espace et, de ce fait, prépare et fait appliquer les décisions du chef d'état-major.
L'état-major de l'Armée de l'air et de l'espace est constitué de :
- La sous-chefferie d'état-major « synthèse », dirigée par un officier général qui est l'adjoint désigné du major général ;
- La sous-chefferie d'état-major « activité », dirigée par un officier général ;
- La sous-chefferie d'état-major « préparation de l'avenir », dirigée par un officier général ;
- Le bureau « nucléaire et sécurité », dirigé par un officier général ;
- La délégation « relations extérieures », dirigée par un officier général ;

Le major général dispose également de :
- Le Centre d'expertise aérienne militaire, dirigé par un officier général ;
- Centre études, réserves et partenariats de l'Armée de l'air et de l'espace, dirigé par un officier général ;

## Liste des majors généraux de l'Armée de l'air et de l'espace
| Portrait | Grade au moment de la prise de fonction | Major général        | Date de prise de poste et décret de nomination | Date de prise de poste et décret de nomination | Fonction suivante                      |
| -------- | --------------------------------------- | -------------------- | ---------------------------------------------- | ---------------------------------------------- | -------------------------------------- |
|          | ...                                     | ...                  | ...                                            |                                                | ...                                    |
|          | Général de corps aérien                 | Philippe Adam (d)    | 1er septembre 2015                             | [ 2 ]                                          | Inspecteur général de l'Armée de l'air |
|          | Général de corps aérien                 | Olivier Taprest (d)  | 1er septembre 2017                             | [ 4 ]                                          | Admis en 2e section.                   |
|          | Général de brigade aérienne             | Frédéric Parisot (d) | 1er mars 2020 (intérim)                        |                                                | —                                      |
|          | Général de corps aérien                 | Éric Autellet        | 6 avril 2020                                   | [ 6 ]                                          | Major général des armées               |
|          | Général de corps aérien                 | Frédéric Parisot (d) | 25 mars 2021                                   | [ 7 ]                                          | —                                      |
|          | Général de corps aérien                 | Philippe Morales     | juillet 2023                                   |                                                |                                        |
|          | Général de corps aérien                 | Dominique Tardif     | 6 mars 2025                                    | [ 8 ]                                          |                                        |